# René Montaudouin
René Montaudouin, seigneur de La Clartière, de La Robertière, de La Basseterre, de La Basseville, des Cochais, de L'Ile-Gaudin et des Bouchauds, né à Nantes le 2 décembre 1673 et mort dans la même ville le 2 janvier 1731, est un négociant, armateur et négrier nantais.

## Biographie
René Montaudouin est le fils du négociant-armateur René Montaudouin (1641-1691), seigneur de La Robretière et d'Isabelle Bureau.
En 1702, il épouse Marie Berthrand de Cœuvres, fille d'un négociant nantais. Il est le père de René de Montaudouin de La Rabatelière, Nicolas Montaudouin de La Clartière et Thomas Montaudouin de La Bonnetière. Il est aussi le beau-père de René Claude Marie de Montbourcher, président à mortier au parlement de Bretagne, du marquis Charles-Marie du Plessis Mauron de Grenédan — grand-père de Louis-Joseph et de François-Fortuné —, de Guillaume Marie de Guichardy et du comte Joseph Michel René du Dresnay, frère du gouverneur François Julien du Dresnay.
Il est l'oncle de Daniel-René Montaudouin de Launay et de Jean-Gabriel Montaudouin de La Touche.

### Carrière
René Montaudouin est à la tête de l'armement René Montaudouin et consorts qui opère de 1698 à 1730 et est crédité de quinze expéditions dont dix en droiture et cinq de traite négrière.

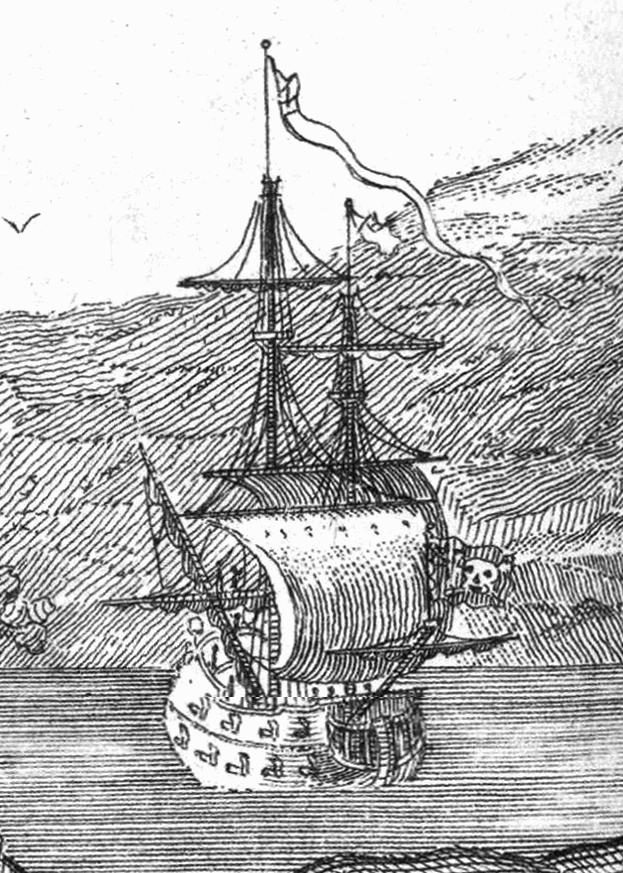
La Concorde, frégate négrière qui deviendra la Queen Anne's Revenge de Barbe Noire.

Durant la guerre de Succession d'Espagne, il arme des navires corsaires contre les ennemis de l'État. Il obtient à cet effet de la part de l'amirauté des commissions en guerre et commerce pour ces navires naviguant vers les îles. Durant cette période, il est intéressé dans neuf navires corsaires dont six qu'il a lui-même armés (le Diligent, le Duc de Bourgogne, le Duc de Bretagne, le Comte de Tessé et la Concorde qui deviendra la Queen Anne's Revenge, le célèbre navire de Barbe Noire. En 1705, il est à la tête d'un groupement d'armateurs nantais sollicitant auprès du roi le prêt de navires de guerre pour des opérations de course mais son expédition est refusée par le ministre de la marine du fait de la volonté que celle-ci soit avant tout une opération commerciale. Le nouveau projet qu'il présente deux ans plus tard (avec deux ou trois frégates, pour une campagne de trente mois et un coût de 600 000 livres) est également refusé, toujours pour le même motif mais également car il était destiné aux Indes, pour lesquelles la Compagnie française des Indes orientales a accordé l'exclusivité au port de Saint-Malo pour l'année 1708. Conjointement avec Jean-Baptiste Grou et Germain Laurencin, ils arment à la place cette même année la frégate du roi la Galathée (30 canons). Montaudouin participe également à l'armement de la frégate du roi, le Jersey, commandée par Jacques Cassard.
Il est échevin de Nantes de 1709 à 1712, puis juge-consul en 1715,. En 1718, il achète le domaine de la Clartière (baronnie de Machecoul) puis en 1723, le domaine de Basseterre (Saint-Hilaire-de-Chaléons) et une charge anoblissante de secrétaire du roi ; il est dès lors pourvu du titre d'écuyer.
À sa mort, la succession est assurée notamment par l’armement Veuve Montaudouin et Fils (vingt-trois expéditions de 1733 à 1748, dont seize de traite négrière ; en 1739, naufrage du navire L'Amériquain). Dans Un état des fortunes du négoce nantais vers 1725, réalisé par le maire Gérard Mellier, il est signalé comme le négociant le plus riche de la place de Nantes, avec une fortune estimée alors à 600 000 livres. Ses frères Jacques Montaudouin de La Robretière (1675-1747) et Thomas Montaudouin de Launay (1685-1729) y sont également cités, avec des fortunes respectivement évaluées à 300 000 et 200 000 livres.

## Hommages
À Nantes, une rue Montaudouine est nommée en référence à sa famille.